# День Махараштры
День Махараштры — государственный праздник в индийском штате Махараштра в честь образования в Индии этого штата в результате разделения штата Бомбей 1 мая 1960 года. День Махараштры обычно сопровождается парадами, политическими речами и церемониями, а также прочими публичными и частными мероприятиями, посвящёнными истории и традициям Махараштры.

## Предпосылки
Закон о реорганизации штатов 1956 года определил границы штатов в Индии на основе их языков. Однако образованный по этому закону штат Бомбей состоял из различных территорий, где говорили на разных языках: маратхи, гуджарати, кутчи и конкани. Индийская организация Samyukta Maharashtra Samiti выступала за разделение штата Бомбей на два штата: один — из районов, где люди в основном говорили на гуджарати и кутчи, а другой — где люди в основном говорили на маратхи и конкани.
В результате в соответствии с Законом о реорганизации Бомбея 1960 года, принятым парламентом Индии 25 апреля 1960 года, были образованы штаты Махараштра и Гуджарат. Закон вступил в силу 1 мая 1960 года.

## Празднование
Правительство Махараштры ежегодно выпускает уведомление, объявляющее 1 мая государственным праздником — Днём Махараштры. Выходной распространяется на все школы, офисы и компании, находящиеся под юрисдикцией штата (в том числе остаются закрытыми индийские фондовые рынки), а центральное правительство отмечает этот день, организуя различные программы.
По всей Махараштре в этот день запрещено продавать алкоголь кому-либо, кроме иностранцев.
Золотой юбилей Дня Махараштры в мае 2011 года праздновали по всей Махараштре.